# Motala Motormuseum
Motala Motormuseum är ett museum i Motala hamn i Motala. Museet öppnade 1995 på  basis av grundaren Jan-Ove Bolls privata samling. Museet har cirka 160 000 besökare årligen. Museet har restaurang, kafé, souvenirbutik och hotell i samma byggnad.

## Utställningarna
Museet har en 2 000 m² stor utställningsyta fylld till brädden med bilar, motorcyklar, mopeder, maskiner, radio- och TV-apparater och liknande. Tyngdpunkten ligger på 1950- och 1960-talen. Museet har uppbyggda miljöer som förstärker upplevelsen. Nostalgifaktorn är hög. Det finns cirka 250 fordon och en stor radiosamling, med cirka 300 apparater. I lokalerna finns även ett fotomuseum.
Bland de utställda fordonen märks Kar de Mummas Rolls Royce, Karl Gerhards Daimler, kung Carl XVI Gustafs Puch Florida-moped, Verner von Heidenstams Chrysler Imperial, en prototyp på den svenska sportbilen Koenigsegg samt fordon och priser tillhörande racerföraren och Motalasonen Reine Wisell. 

## Bilder

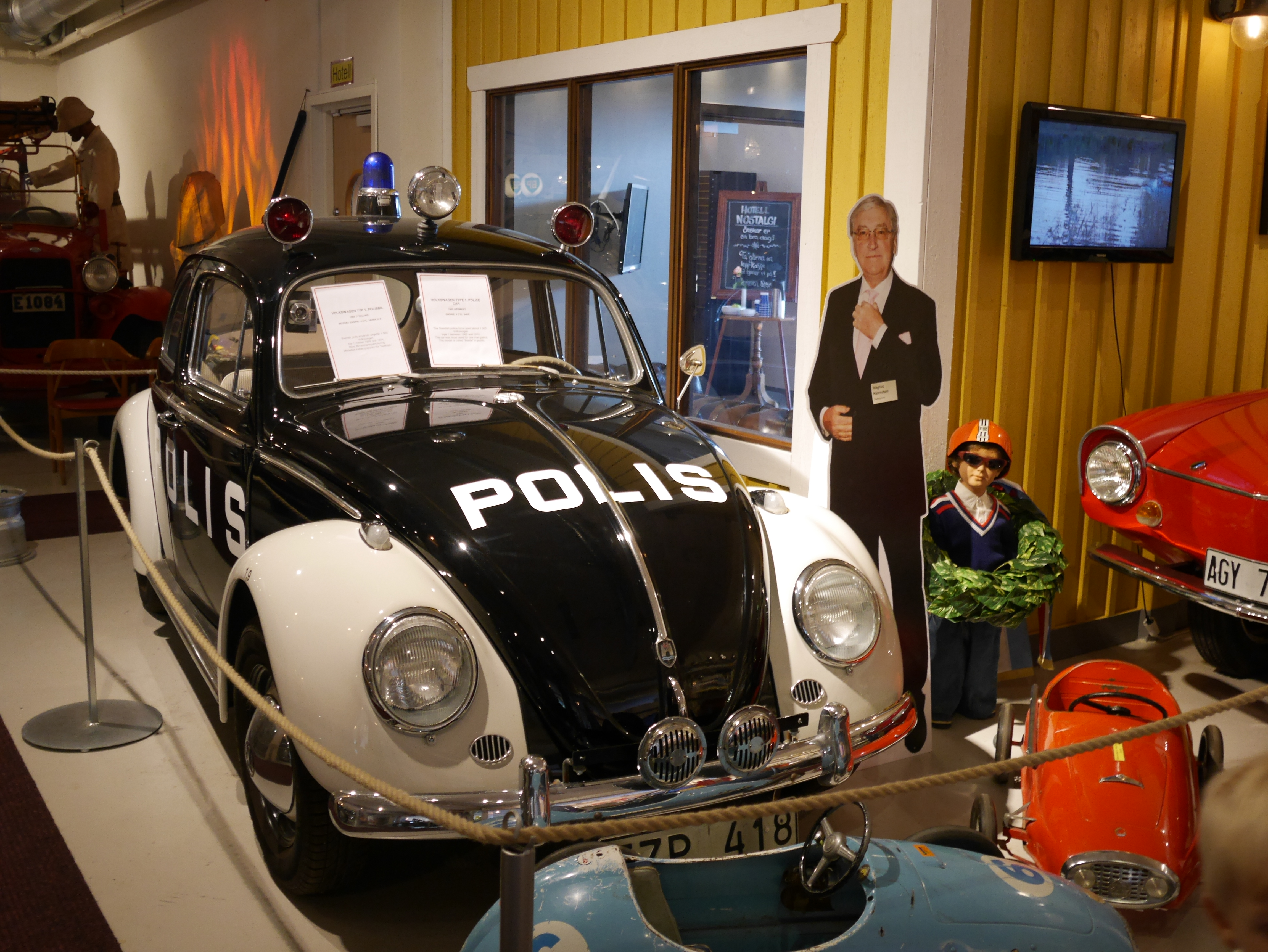
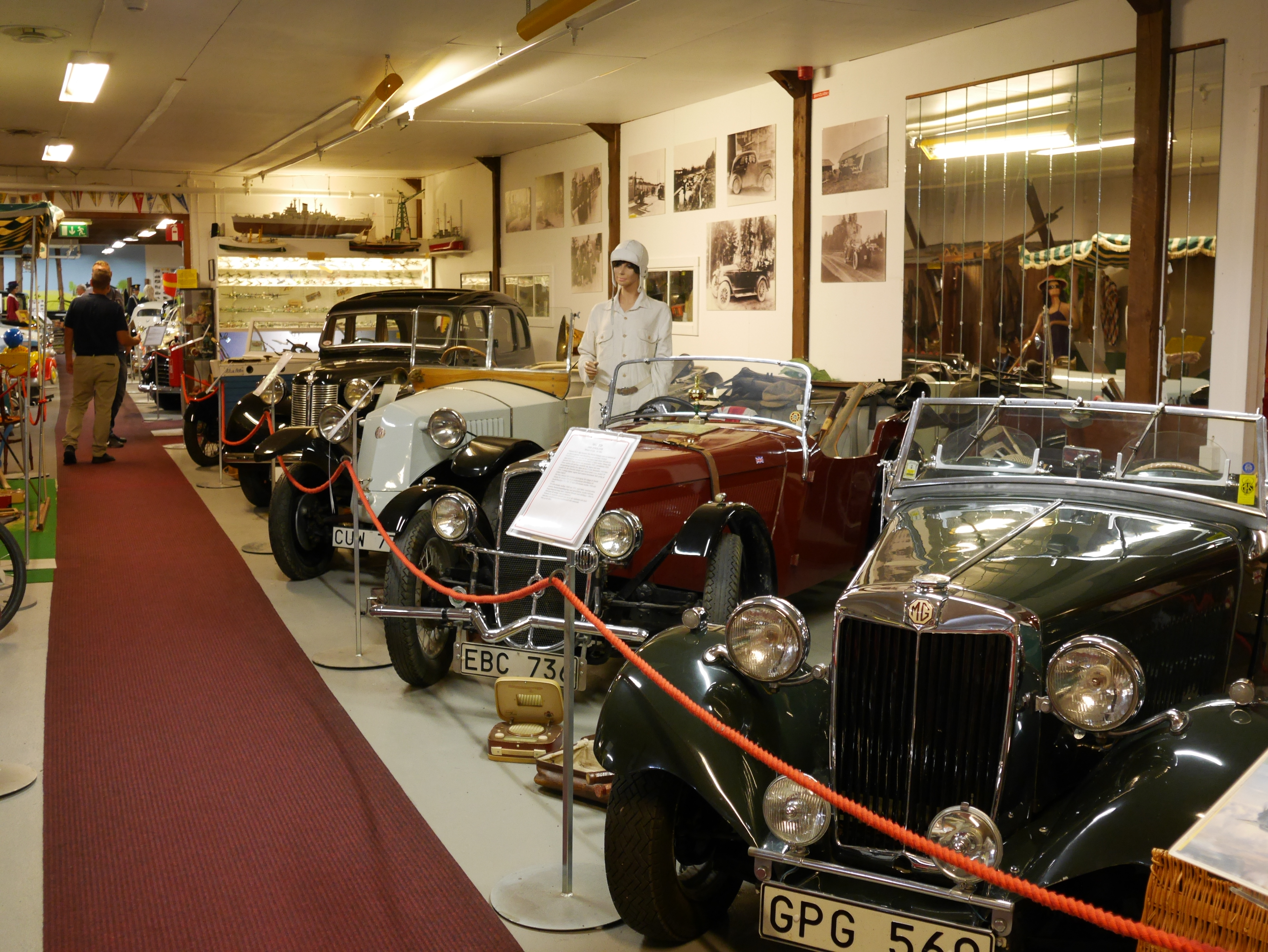
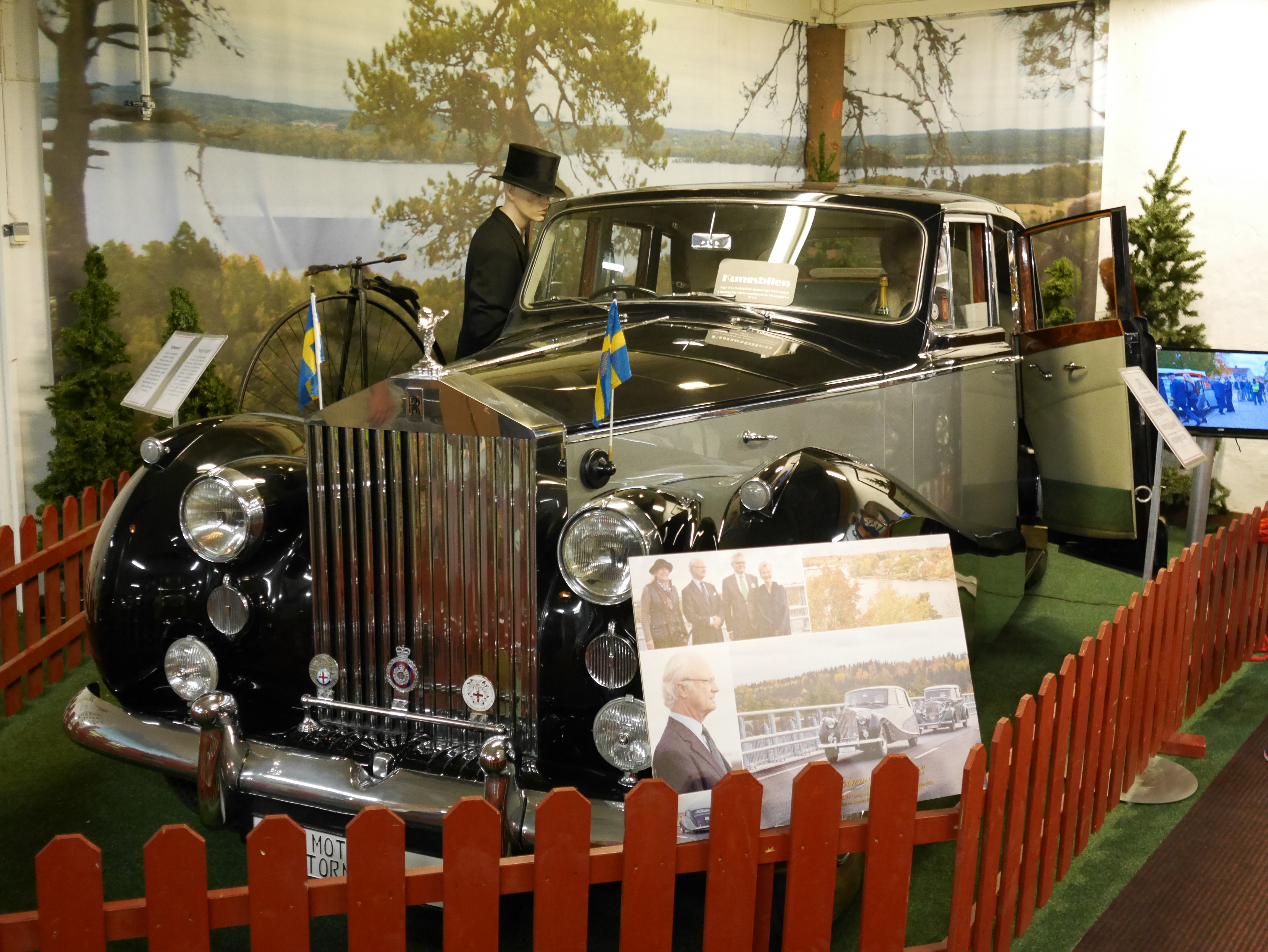
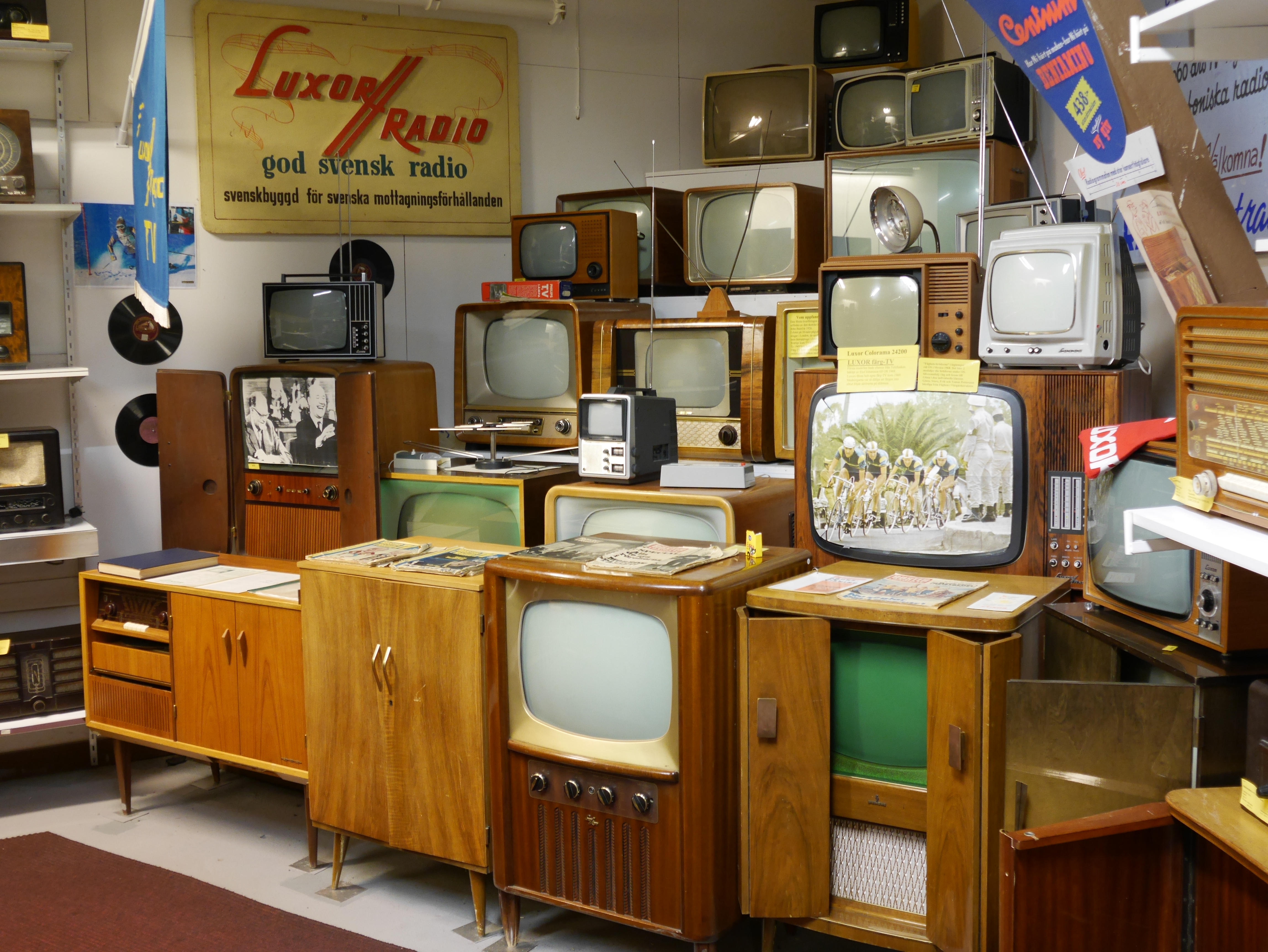

## Utbyggnad
År 2007–2008 utvidgades museet till 2 000 m² utställningsyta. Invigningen av den nya byggnaden skedde den 1 juli, 2008. Våren 2010 färdigställdes Hotell Nostalgi. I samband med tjugoårsjubileet  2015 öppnades en ny 380 kvadratmeter stor utställningsyta med främst mopeder, motorcyklar och skootrar.